# Szepesalmás
Szepesalmás (szlovákul: Jablonov, németül: Apfelsdorf) község Szlovákiában, az Eperjesi kerület Lőcsei járásában.

## Fekvése
Lőcsétől 14 km-re keletre, Szepesváraljától 2,5 km-re északnyugatra található.

## Története
1235-ben „Almas” néven említik először. II. András király még a 13. század elején a szepesi káptalannak adta és egészen 1848-ig a káptalan birtoka volt. A tatárjárás során, 1241-ben elpusztult települést németekkel telepítették újra. A 13. század közepén Mátyás szepesi prépost nemesi jogokkal ruházta fel a települést, 1318-tól pedig már hetivásárokat is tarthatott. 1321-ben már „Jabulanc” alakban szerepel. 1388-ban lakói fellázadtak a robot és az adóterhek ellen, ezért korábban megkapott jogait elveszítette és közönséges jobbágytelepülés lett. A 18. század végén a szepesi püspökség birtoka. 1787-ben 119 házában 739 lakos élt.
A 18. század végén Vályi András így ír róla: „ALMÁS. Tót Almás, totúl Jablonov, elegyes falu Szépes Vármegyében, földes ura a’ Királyi Kamara, lakosai katolikusok, fekszik Kirchdorftól nem meszsze. Határjának egy harmad része sovány, réttye hasonló képen, tekéntvén azonban két harmad részének termékenységét, ’s elegendő legelőjét, mind a’ két féle fáját, és pénzt szerezhető szomszédságait, első Osztálybéli.”
1828-ban 133 háza és 964 lakosa volt, akik főként mezőgazdasággal foglalkoztak.
Fényes Elek 1851-ben kiadott geográfiai szótárában így ír a faluról: „Almás, Jablonov, tót falu, Szepes vármegyében, Szepesvárhoz 1/4 mfdnyire; 968 kath. lak., jó gabonatermő határral. F. u. a szepesi püspök. Ut. p. Lőcse.”
A trianoni diktátum előtt Szepes vármegye Szepesváraljai járásához tartozott. Lakói főleg idénymunkákból és erdei munkákból éltek.

## Népessége
| Év:            | 1994. | 2004.    | 2014.   | 2024.   |
| -------------- | ----- | -------- | ------- | ------- |
| Emberek száma: | 882   | 995      | 1004    | 982     |
| Eltérés:       |       | +12,81 % | +0,90 % | -2,19 % |

| Év:            | 2023. | 2024.   |
| -------------- | ----- | ------- |
| Emberek száma: | 972   | 982     |
| Eltérés:       |       | +1,02 % |

1910-ben 786, túlnyomórészt szlovák anyanyelvű lakosa volt.
2001-ben 995 lakosából 937 szlovák és 51 cigány volt.
2011-ben 980 lakosából 726 szlovák és 219 cigány volt.

## Nevezetességei
- Szent Mária Magdolna tiszteletére szentelt, római katolikus temploma a 14. századi gótikus templom helyén 1827-ben épült klasszicista stílusban, 1896-ban renoválták.

## Neves személyek
- Itt született 1795. február 2-án Kolbay Mátyás bölcseleti, jogi doktor és jogtanár.
- Itt született 1860-ban Zelenyák János római katolikus pap, politikus, természetgyógyász, a szegény nép „ingyenorvosa”.
- Itt született 1868. április 23-án Teschler Béla plébános, Liptóújvár történetének írója.